# Cathédrale de la Dormition sur Gorodok
Cette  cathédrale n’est pas la seule cathédrale de la Dormition.
La cathédrale de la Dormition sur Gorodok ou cathédrale de la Dormition de la Sainte-Vierge-Marie ou cathédrale de l'Assomption (en russe : Успенский собор на Городке), est une église en pierre blanche, à quatre piliers portant un seul dôme, témoignage de l'architecture moscovite ancienne, construit à la fin du XIVe siècle et au début du XVe, à Zvenigorod, près de Moscou. À l'intérieur de la cathédrale, sont conservées des fresques attribuées à Andreï Roublev et à Daniil Tcherny. Selon l'historien russe Victor Lazarev, deux des fresques (celles de Flore et celle de Laure) seraient les premières œuvres monumentales de Roublev et dateraient de l'an 1400.

## Histoire
La cathédrale de la Dormition a été édifiée dans la partie ancienne de Zvenigorod, dans le quartier appelé kremlin de Gorodok, entourée de remparts partiellement conservés jusqu'à nos jours. Le ktitor de l'édifice était le prince de Zvenigorod Iouri Dimitrievitch, frère cadet du Grand-prince Vassili Ier Dmitrievitch. Ce sont des maîtres moscovites qui dirigèrent les travaux, peu de temps avant la construction, à Moscou, de l'église de la Naissance de la Vierge-sur-Seni. Selon Victor Lazarev la datation de la cathédrale remonte à 1400 et non à 1420 comme certains autres historiens le pensent.
Le clocher de la cathédrale n'a été construit qu'au début du XIXe siècle. À la même époque fut supprimée une chapelle dédiée au martyr Georges de Lydda.
La cathédrale a été fermée et désaffectée dans les années 1930, puis rouverte en 1946. À partir de la fin des années 1990 elle est intégrée au monastère Saint-Sabbas de Storoji.

## Architecture
La cathédrale de la Dormition est le premier des quatre édifices moscovites de pierre blanche de la fin du XIVe siècle ou du début du XVe qui existent encore aujourd'hui, avec la cathédrale de la Nativité-de-la-Vierge du monastère Saint-Sabbas de Storoji (également réalisée à la demande du prince Iouri de Zvenigorod), la cathédrale de la Trinité de la laure de la Trinité-Saint-Serge à Serguiev Possad, et la cathédrale du Sauveur du monastère Andronikov à Moscou.

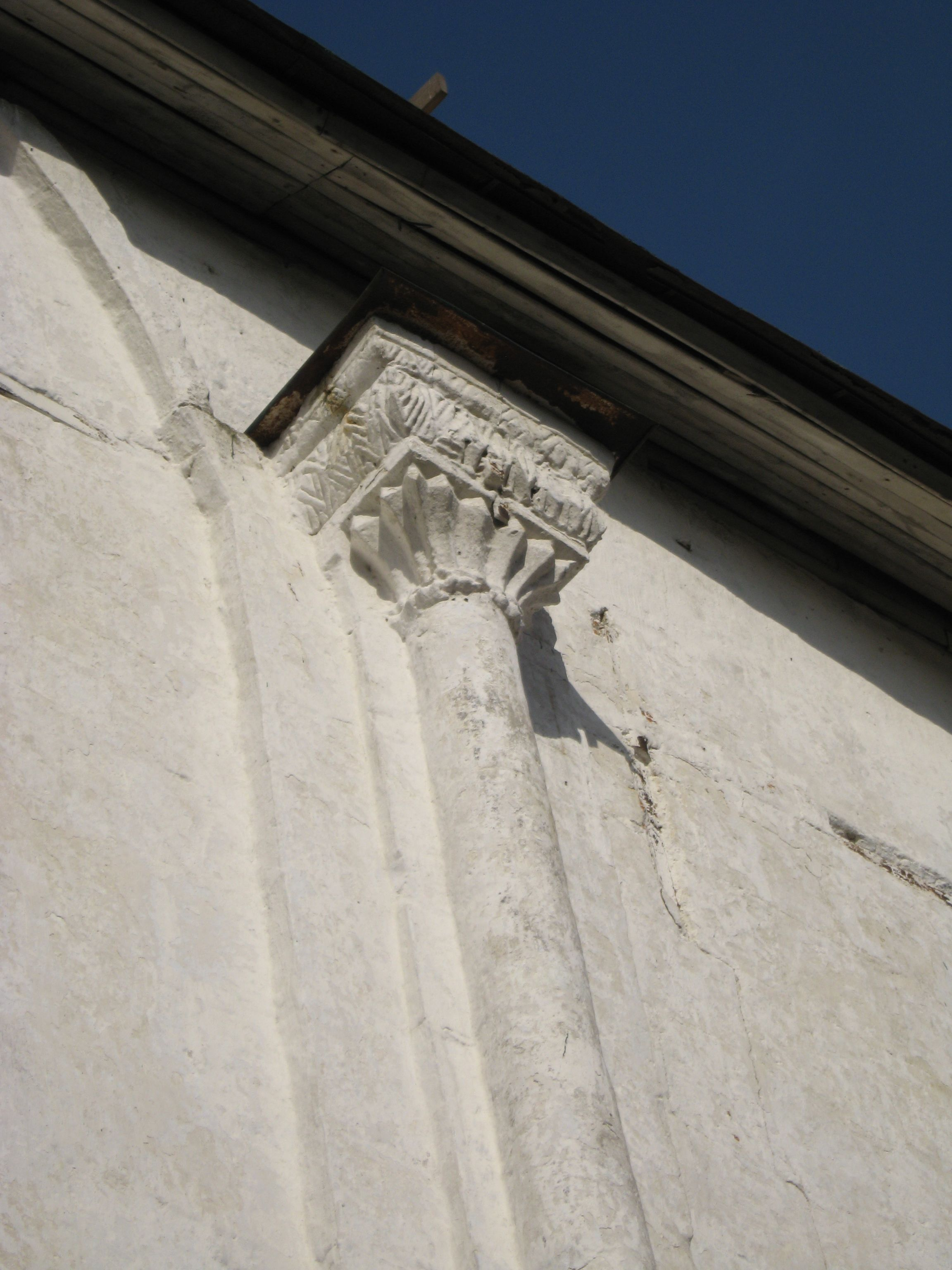
Chapiteau

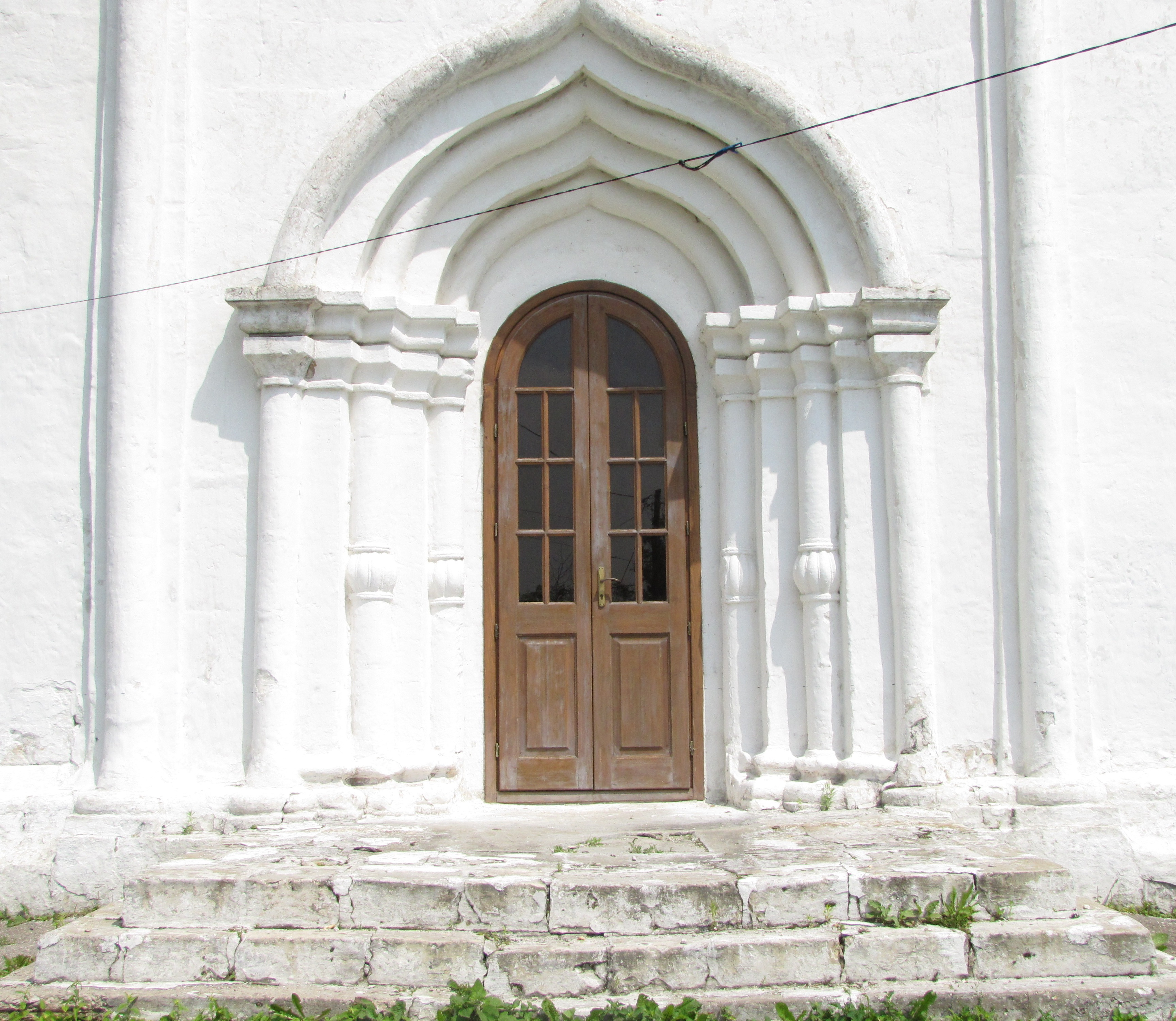
Portail

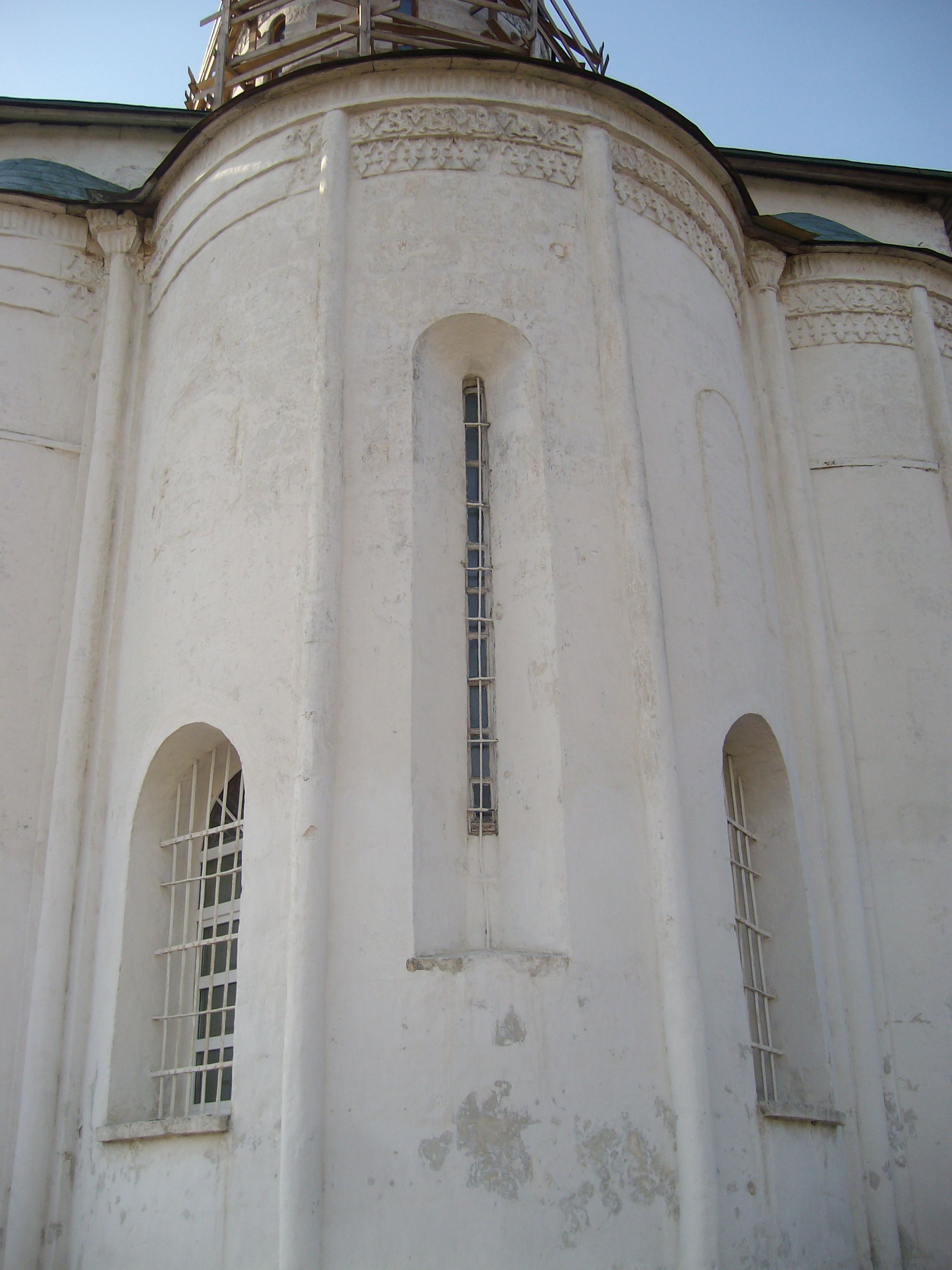
Abside

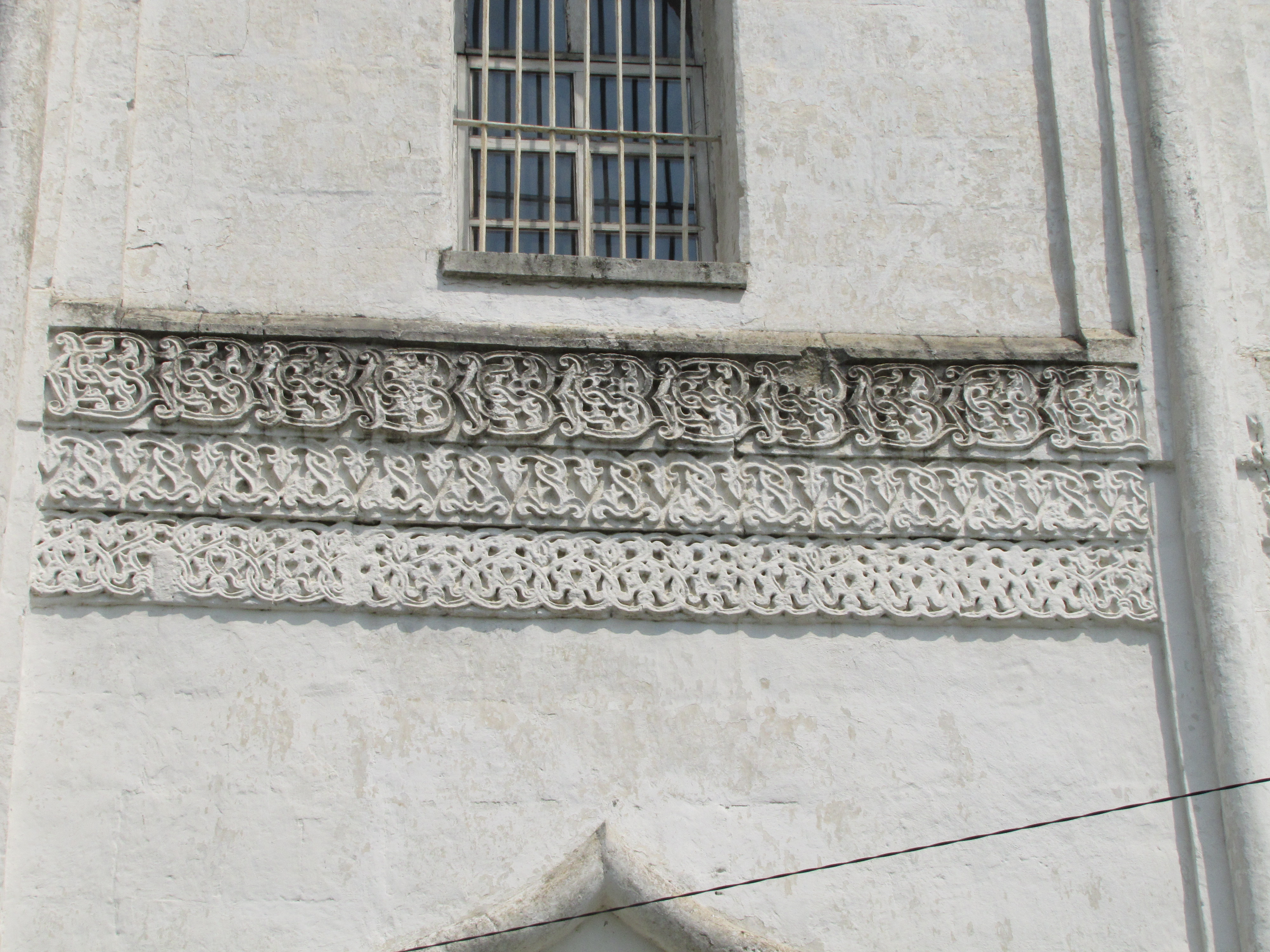
Ceinture ornementale sur la façade

L'architecture de la cathédrale de la Dormition, comme également d'autres édifices de cette époque, est, à dessein, conçue sur base de celle de la Principauté de Vladimir-Souzdal des XIIe et XIIIe siècles. Mais, en même temps, les édifices moscovites possèdent une série de particularités qui les différencient des édifices pré-mongols de la Rus'. La cathédrale de la Dormition est une petite église à croix inscrite, appuyée sur quatre piliers supportant une seule coupole. Du côté est de l'édifice sont disposées trois absides; au sud et à l'ouest, les façades sont divisées traditionnellement en trois arcades verticales recouvertes de zakomars. La division verticale des façades en arcades aveugles est soulignée par des demi-colonnes, couvertes de chapiteaux sculptés couronnés de gerbes décoratives. Les murs des absides sont divisés de la même manière par des demi-colonnes, mais sans chapiteaux. Un triple et large ruban, garni d'ornements sculptés floraux, remplace la ceinture de bandes lombardes des édifices pré-mongols, et divise la façade horizontalement. La partie supérieure des absides et le tambour (architecture) sur la coupole sont garnis de triples rubans sculptés. Les demi-colonnes de la façade centrale sont placées dans la même perspective que les colonnes multiples du portail. Les fenêtres étroites et étirées, qui existaient primitivement partout et qui allégeaient la silhouette de l'ensemble, n'ont été conservées qu'à l'étage (sur les côtés) ainsi qu'au milieu de l'abside centrale. Le toit de l'édifice était à l'origine recouvert de zakomars. En outre ils étaient disposés sur la partie supérieure sous forme de gradins. À ceux-ci s'ajoutaient des zakomars à chaque coin ainsi qu'une ceinture décorative de kokochniks à la base du tambour de la coupole. À la différence des zakomars des monuments de Vladimir et de Souzdal qui étaient de forme circulaire, ceux de Zvenigorod étaient en forme de quille renversée mais pointue comme celle que forme encore le portail. C'est un élément important dans la mesure où il se retrouve, comme un trait constant, dans l'architecture moscovite des XIVe et XVe siècles. Aujourd'hui la forme du toit et des fenêtres se présente différemment du fait des réparations et interventions qui sont intervenues au fil du temps.
L'édifice est construit sur un soubassement élevé. Les dimensions réduites du bâtiment lui permettent de garder des proportions harmonieuses. Ses colonnes de façade, et la forme de son toit, lui donnent une impression de hauteur malgré sa dimension. À l'intérieur, le déplacement des piliers vers les absides permet d'élargir l'espace central situé sous la coupole. La division extérieure des façades ne correspond pas à celle de l'intérieur. C'est de la même manière qu'a été conçue la cathédrale de la Laure de la Trinité Saint-Serge. La cathédrale conserve ainsi son harmonie extérieure. Le balcon intérieur du chœur situé à l'ouest à l'extrémité de la nef au-dessus du narthex est une tradition des églises pré-mongoles qui subsiste ici et disparaîtra par la suite dans les églises moscovites.
L'élégance et la beauté des proportions et de la décoration en font un édifice isolé parmi ceux de la même période.

## Fresques et icônes

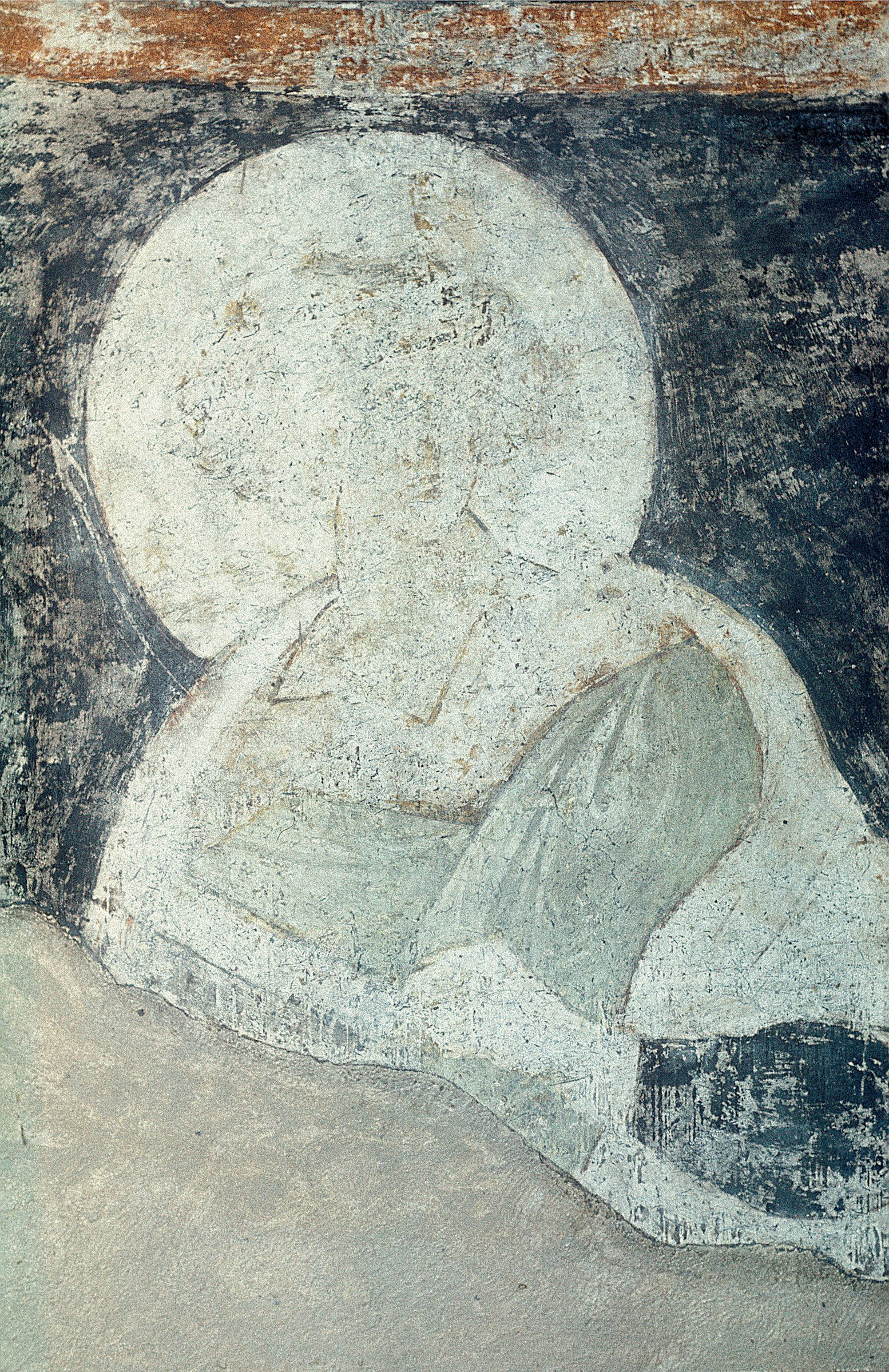
Daniel (prophète)

La décoration des murs de la cathédrale commence immédiatement après sa construction. Les fresquistes sont, vraisemblablement, venus de milieux proches de la cour de Moscou. Les peintures ne sont conservées que partiellement. Elles ont été découvertes en 1918, par la Commission pour la conservation et la présentation des peintures russes anciennes dirigée par N. D. Protasov en collaboration avec le restaurateur d'art G. O. Tchirikov, le charpentier P. P. Kopitchev et le photographe O. N. Kracheninnikov. La même année 1918, dans un rapport établi par Igor Grabar, est établie une première hypothèse quant au nom de l'auteur des fresques : «...Les couleurs possèdent une gamme de ton très riche, qui ajoutées à la nature générale des traits et aux types de visages, permet de parler de la main d'un maître de l'école de Roublev.
Les fragments des peintures originales se trouvaient dans la tambour de la coupole, à côté de l'autel, sur les piliers situés à l'est et au nord de l'édifice, dans le coin nord-ouest du narthex.
Dans le tambour de la coupole sont peints deux rangées de patriarches, et, plus bas, des figures de prophètes, parmi lesquels a été conservée la peinture du prophète Daniel. Ces fragments donnent déjà une idée du style particulier du début du XVe siècle alliant la puissance, le mouvement du modèle, la fraicheur et la transparence de la couleur, la légèreté des draperies, l'élégance et la finesse des membres.
Un petit fragment de fresque a été découvert après la restauration de l'iconostase par V. V. Filatov, dans la partie nord des murs de la cathédrale et qui constitue une partie d'une grande scène représentant la Dormition de la Vierge Marie.

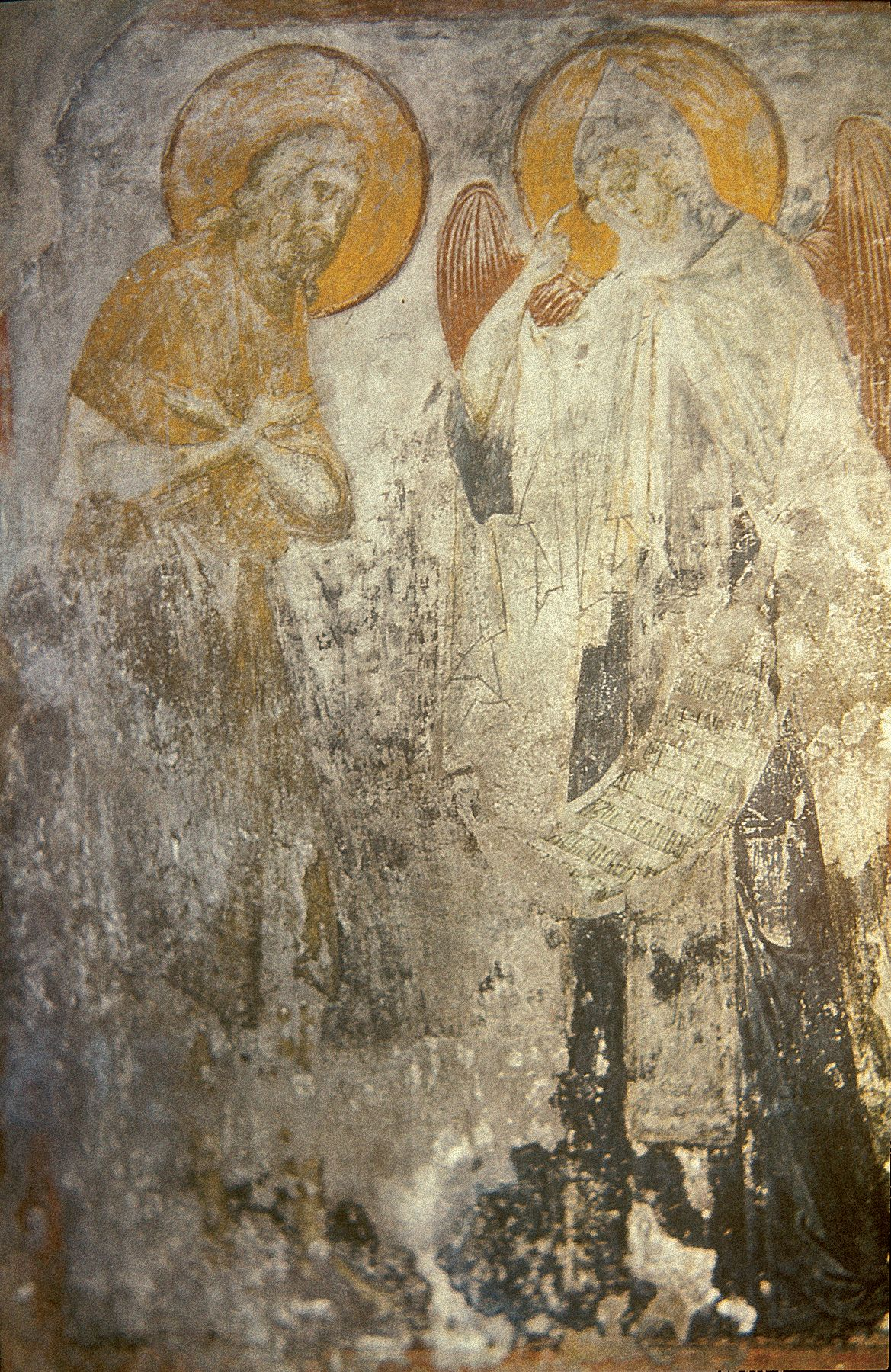
L'ange présente la charte monastique à Saint-Pacôme

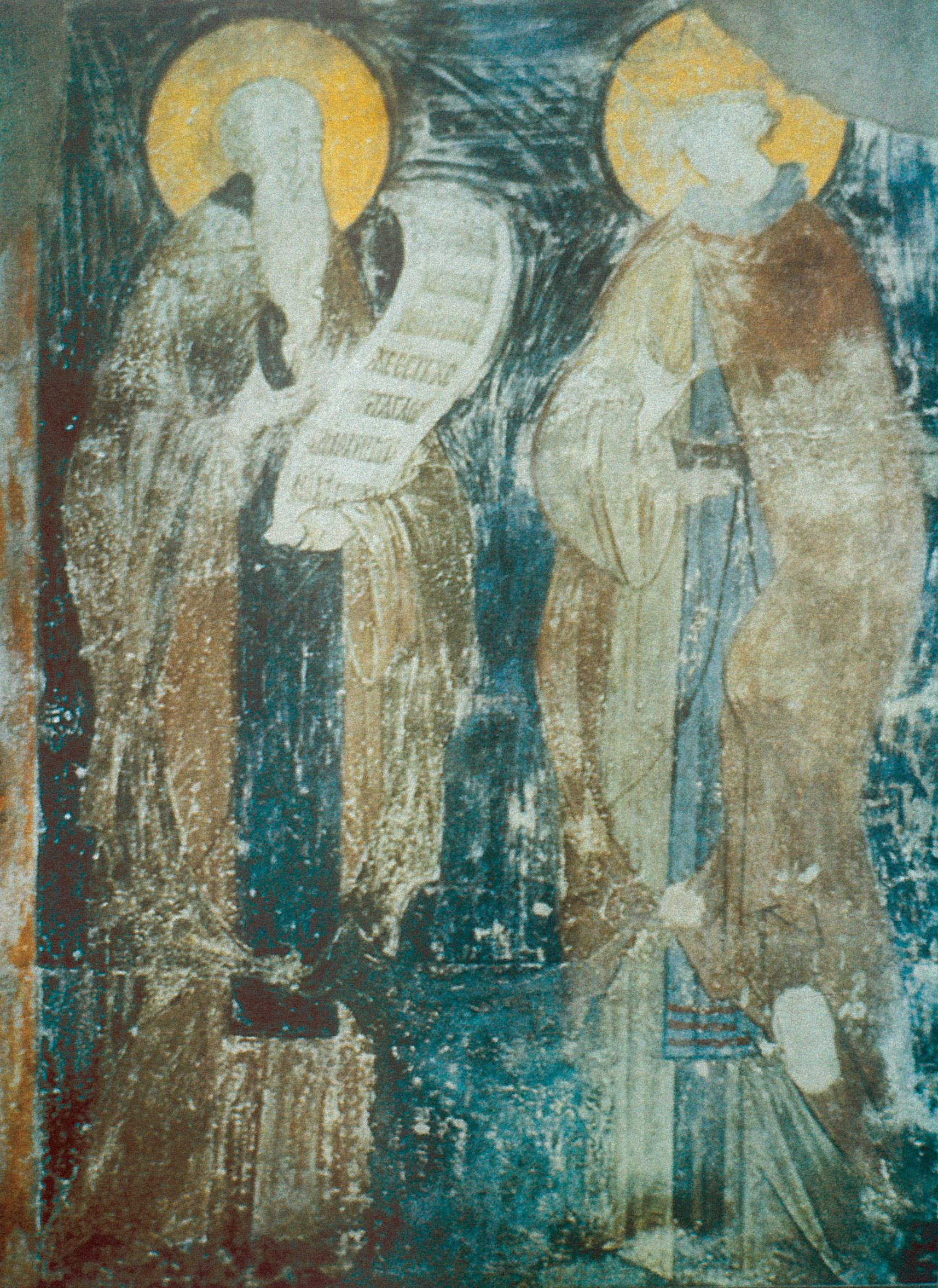
Barlaam et Josaphat

Les fresques des piliers situés à l'est étaient cachées précédemment par une grande iconostase, et ont été, de ce fait, presque entièrement conservées. On n'y a pas bougé lors des travaux de restaurations. Sur leurs larges plans tournés vers l'ouest, c'est-à-dire vers les fidèles, sont représentés trois registres d'images. Dans le registre supérieur deux médaillons représentants les martyrs en buste Flore et Laure. Pour Flore il ne s'agit que d'une demi-figure (la tête est perdue). Selon Victor Lazarev, seules les figures de Flore et Laure peuvent être attribuées avec certitude à la main de Roublev. La figure de Laure séduit par son caractère clair et ouvert. Trois couleurs dominent sur le médaillon : sur un vêtement vert clair est jeté un manteau couleur cerise. La tête est entourée d'un nimbe jaune. Le visage a une expression de calme sérénité : il est serein, sans tourment. Aussi bien extérieurement qu'intérieurement. Son visage est d'une fermeté inébranlable venant de sa force morale. Dans cette œuvre juvénile, Roublev se présente à nous comme le maître d'une forme classique, claire et pure.
Sur la partie basse des murs, sont représentées deux scènes. Selon Victor Lazarev, elles relèvent d'une autre main que celle de Roublev et probablement celle d'un peintre de génération antérieure.
À gauche, sur le pilier nord est représenté un ange présentant la charte monastique à Saint-Pacôme et, à droite au sud , une conversation entre Barlaam et Josaphat. Ces deux sujets ont un intérêt particulier. Ils montrent quelle grande attention les constructeurs d'églises et leurs contemporains accordaient aux thèmes de la vie monastique. Même si l'intérêt pour ce type de vie était déjà caractéristique de l'ancienne culture russe, le fait de placer ici ces deux scènes près de l'autel est un témoignage tout à fait particulier de cet intérêt. C'est d'autant plus particulier que la cathédrale de la Dormition n'était pas une église de monastère mais l'église d'une ville princière. Dans la scène dans laquelle l'ange qui remet à Saint-Pacôme la charte du cénobitisme, considérée comme d'origine divine, les personnages sont représentés en habit monacal. La scène de la conversation entre Barlaam et Josaphat est traitée de manière chrétienne quant à son inspiration spirituelle, malgré l'origine bouddhiste du récit. Sur le parchemin déroulé dans les mains de Barlaam sont écrits ces mots : « Sois convaincu, mon enfant, quelle perle inestimable représente le Christ… » Ce sujet rappelle les relations qui existaient entre Iouri de Zvenigorod et son père spirituel Savva Storojevski.

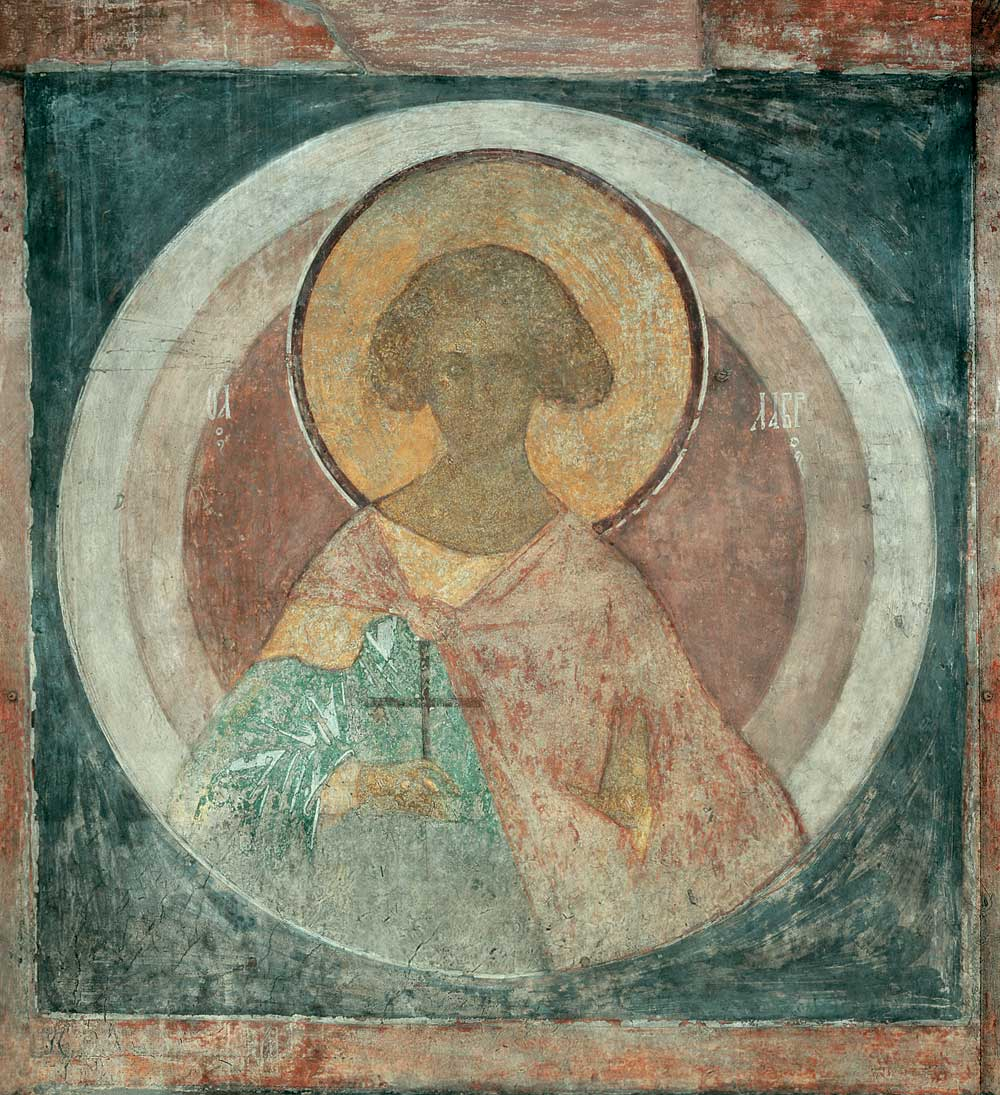
Laure martyr

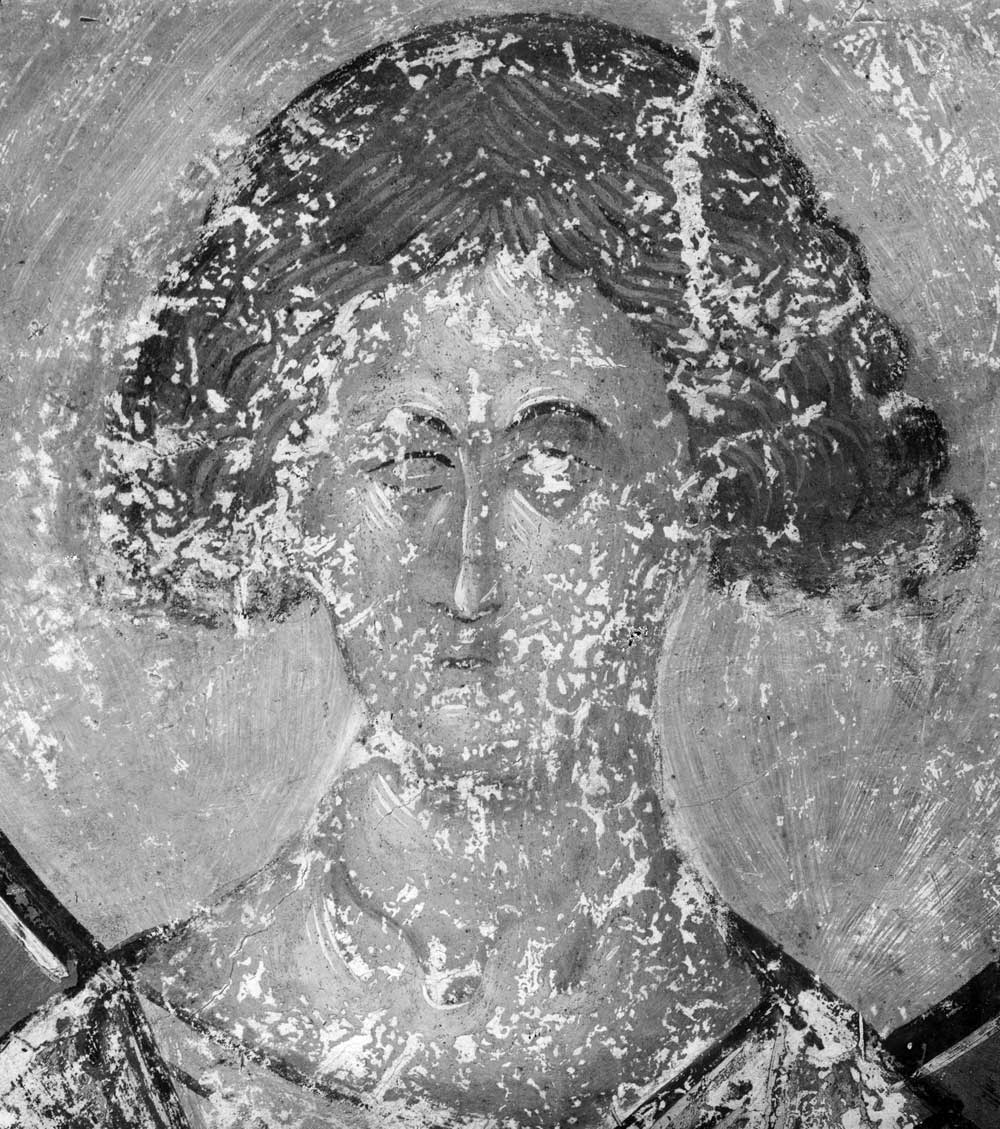
Laure martyr, le visage

### Découverte de Zvenigorod
C'est dans cette cathédrale que furent découvertes en 1918 lors de travaux de restauration trois anciennes icônes de la main d'Andreï Roublev: le Christ pantocrator ou Sauveur, l'Archange Mikhaïl, l'apôtre Paul. Ces icônes sont conservées actuellement à la Galerie Tretiakov. À l'origine il devait exister une déisis composée d'une série de sept ou peut-être même neuf icônes. Les circonstances dans lesquelles les icônes furent trouvées ne sont pas connues jusqu'à présent. Il existe de fortes probabilités suivant lesquelles ces icônes ont été réalisées pour la cathédrale dans laquelle elles ont été retrouvées en 1918. Actuellement une seule icône est encore conservée dans la cathédrale à Zvenigorod, celle de Jean le Baptiste qui faisait partie du même registre.

Déisis de la Dormition de Zvenigorod
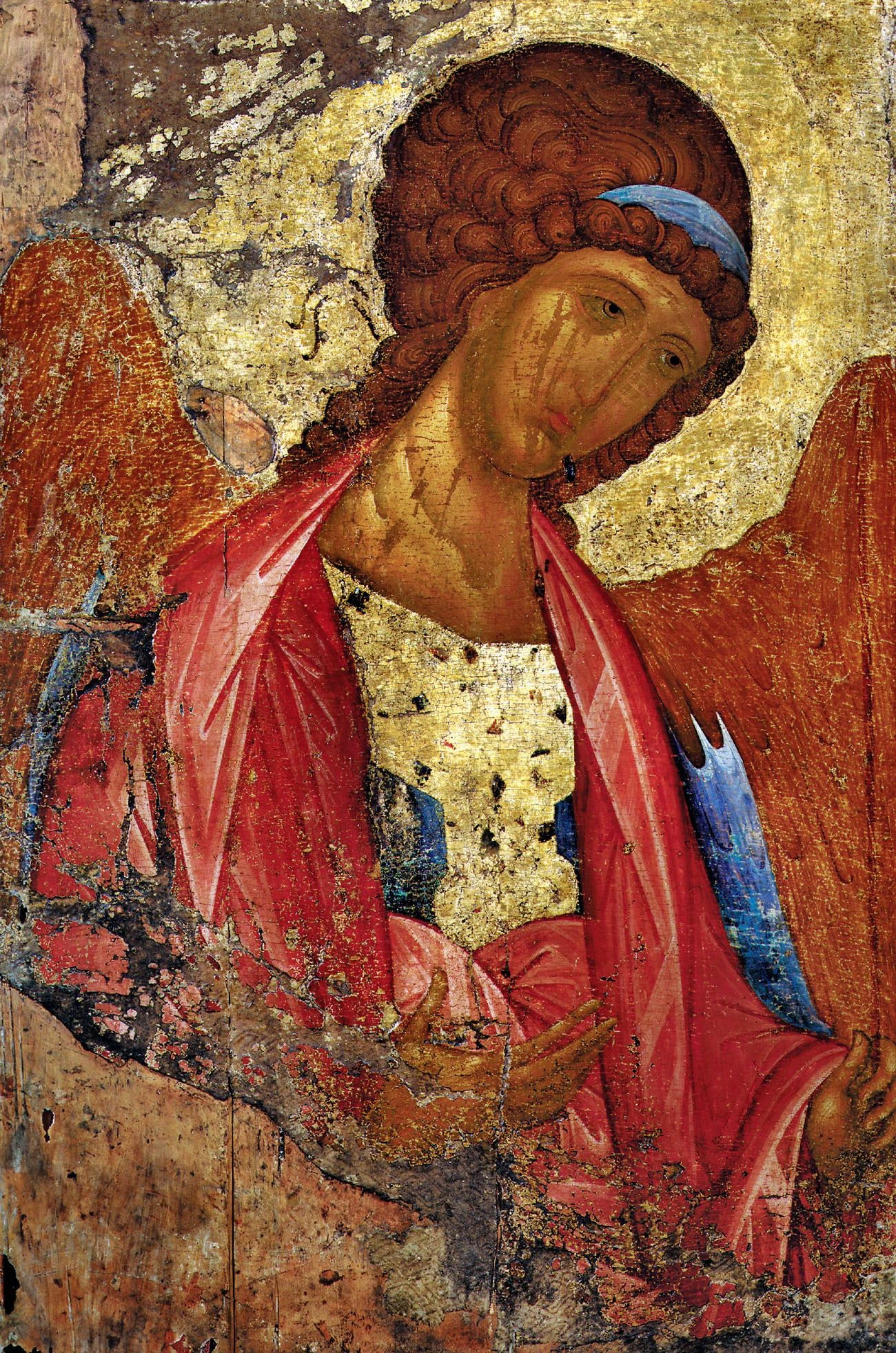
L'Archange Mikhaïl.
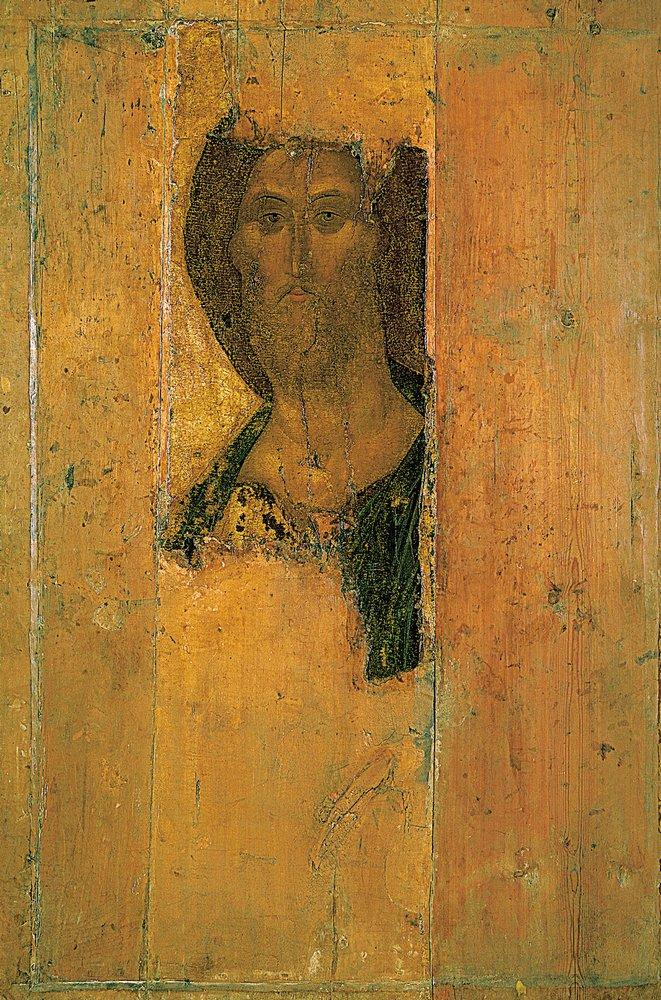
Le Sauveur en Christ Pantacrator. ( A. Roublev).
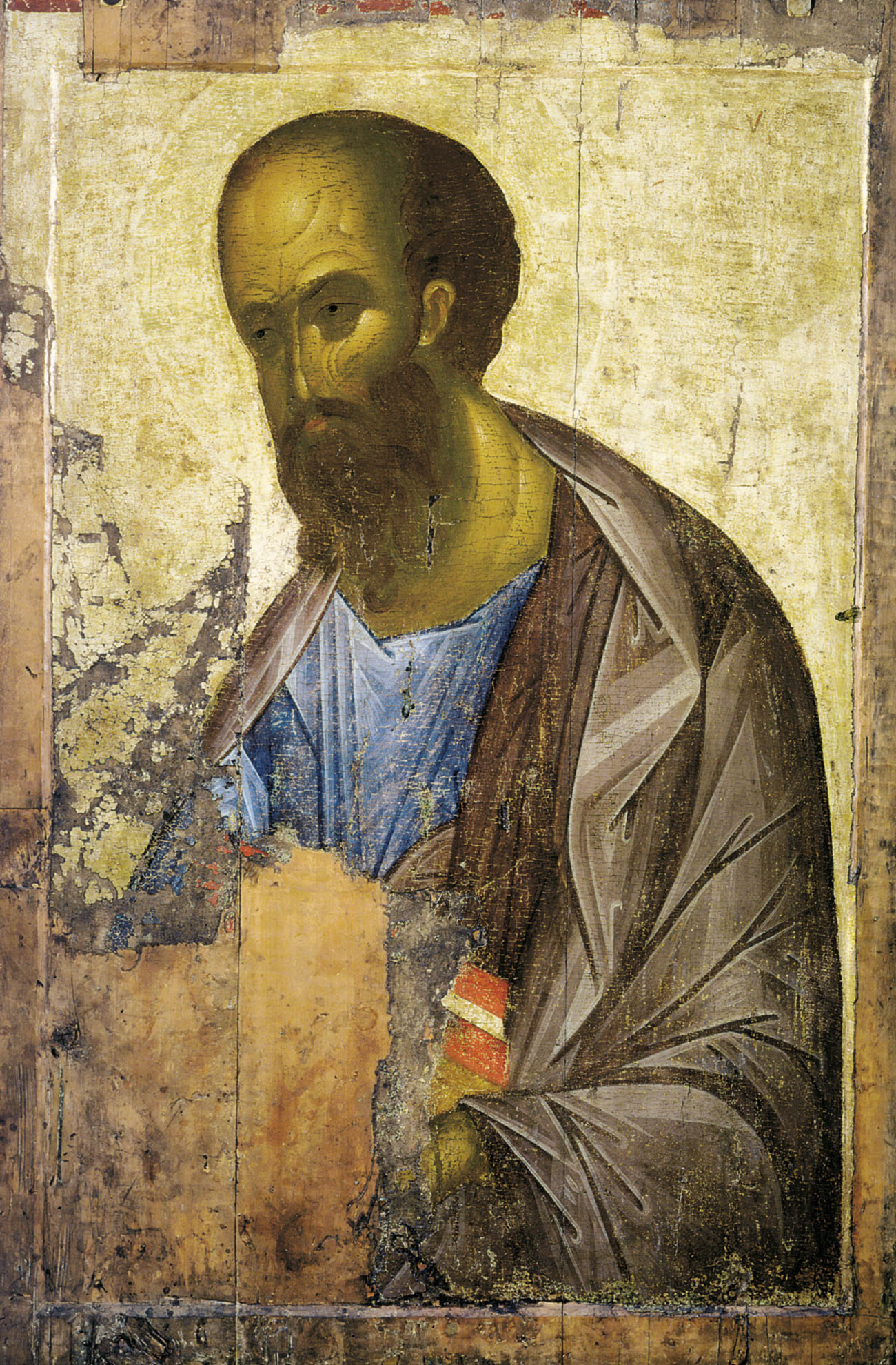
L'apôtre Paul.

La peinture d'icône de Zvenigorod appartient aux plus grands chefs-d'œuvre de l'iconographie russe mais aussi mondiale. Parmi toutes les œuvres russes du début du XVe siècle, ces icônes de Zvenigorod sont celles qui sont les plus proches des meilleurs modèles de l'art byzantin, tout en conservant des traits spécifiquement russes. Du côté byzantin il faut souligner leur recherche particulière d'idéal, leur harmonie hellénistique, la plasticité de leurs formes, leur légèreté. Du côté russe il faut remarquer le rôle des silhouettes expressives, la pureté de leurs couleurs et le caractère émotionnel particulier des figures.   
Selon l'historien V. D. Sarabianov, le style des icônes et le rapprochement qui peut être fait avec d'autres productions de l'entourage de Roublev, la qualité des icônes de l'iconostase permet de les attribuer au célèbre André Roublev.